# Agila (álbum)
Agila («espabila» en castúo) es el título del sexto álbum de estudio de la banda de rock española Extremoduro, producido por Iñaki “Uoho” Antón y publicado por DRO el 23 de febrero de 1996. Inicialmente su distribución se hizo en los formatos de CD y casete. Una nueva edición con versiones remasterizadas y un tema extra fue lanzada el 25 de mayo de 2011. La primera edición en vinilo se publicó el 11 de marzo de 2014 partiendo de la versión remasterizada.
Se trata probablemente del trabajo más popular de la banda, y el que les consagró definitivamente como grupo de éxito. Publicado en 1996, un año después que su predecesor, Pedrá y siguiendo con la tradición de lanzar un álbum cada año, de nuevo por DRO, incorpora una sección de vientos y otras instrumentaciones no usadas anteriormente por el grupo -a excepción de Pedrá- , que en trabajos siguientes se desarrollarían hasta alcanzar niveles de complejidad superiores. Incluye algunos de los temas más famosos del grupo como Buscando una luna, Prometeo, So payaso, Sucede o El día de la Bestia (una versión de esta última, interpretada junto a Albert Pla, formó parte de la banda sonora de la película de igual título de Álex de la Iglesia).
Fue durante la gira que siguió al álbum como parte de su promoción durante la cual se grabó el único álbum en directo de Extremoduro, Iros todos a tomar por culo, con lo que se explica que en éste haya tal presencia de temas extraídos de Agila.

## Antecedentes
A mediados de los 90 Extremoduro se movía sobre todo en el underground del rock español, con escasas apariciones en prensa o radio. La calidad de audio de sus álbumes era mala, se grabaron y mezclaron prácticamente a contrarreloj. En 1995 habían grabado el disco experimental Pedrá y Robe Iniesta buscaba cierta estabilidad en el grupo, una vez que ya no contaba con los músicos de su Plasencia natal ni aquellos con quien había grabado en Barcelona ¿Dónde están mis amigos?. La obtuvo en 1996 con Agila, y fue en gran parte gracias a Iñaki "Uoho" Antón, entonces guitarrista de Platero y Tú, que se ocupó de la producción de las composiciones de Roberto Iniesta.
Iñaki, que se había ido involucrando poco a poco en Extremoduro y un tiempo después de Agila ya era parte de la banda.

Ocurrió de manera natural, porque cuando Robe se propone algo es natural que ocurra.
Iñaki "Uoho" Antón

## Grabación y producción
La grabación se hizo en solo tres semanas durante sesiones nocturnas en Granada. La banda viajó a finales de noviembre de 1995 a los estudios BOX para registrar los temas y el disco fue editado en Lorentzo Records, en Bérriz, Vizcaya. Uoho metió instrumentos poco habituales para Extremoduro, como los metales de So payaso. Como anécdota, el trabajo de la banda en el tema que abre el álbum, Buscando una luna, les ocasionó la pérdida de un avión. Para la grabación de Agila se contó con diversas colaboraciones de artistas de cierto prestigio tales como Albert Pla o Fito Cabrales, entre otros.

## Lista de canciones
| N.º | Título                         | Escritor(es)                                                        | Duración |  |
| 1.  | «Buscando una luna»            | Roberto Iniesta                                                     | 4:14     |  |
| 2.  | «Prometeo»                     | Roberto Iniesta                                                     | 3:30     |  |
| 3.  | «Sucede»                       | Roberto Iniesta                                                     | 3:03     |  |
| 4.  | «So payaso»                    | Roberto Iniesta                                                     | 4:43     |  |
| 5.  | «El día de la Bestia»          | Roberto Iniesta                                                     | 4:43     |  |
| 6.  | «Tomás»                        | Roberto Iniesta                                                     | 1:26     |  |
| 7.  | «¡Qué sonrisa tan rara!»       | Roberto Iniesta                                                     | 3:06     |  |
| 8.  | «Cabezabajo»                   | Roberto Iniesta                                                     | 3:40     |  |
| 9.  | «Ábreme el pecho y registra»   | Roberto Iniesta                                                     | 3:22     |  |
| 10. | «Todos me dicen»               | Roberto Iniesta                                                     | 4:17     |  |
| 11. | «Correcaminos, estate al loro» | Roberto Iniesta / Ramone                                            | 2:33     |  |
| 12. | «La carrera»                   | Roberto Iniesta / Zosi Pascual                                      | 2:15     |  |
| 13. | «Me estoy quitando»            | Roberto González / Pedro Ramírez/ José Manuel Ramírez / Jesús Ortiz | 2:10     |  |

| Temas extras de la edición 2011 |                              |                 |          |  |
| N.º                             | Título                       | Escritor(es)    | Duración |  |
| 14.                             | «Sucede (nueva mezcla 2004)» | Roberto Iniesta | 3:05     |  |

## Personal
Extremoduro
- Roberto "Robe" Iniesta – Voz, guitarra eléctrica y acústica; teclados (10)
- Ramón "Mon" Sogas – Bajo
- Alberto "Capi" Gil – Batería
- Iñaki "Milindris" Setién – Guitarra

Personal adicional
- Iñaki "Uoho" Antón – Guitarra, teclados, percusiones, piano, hammond, bajo y efectos
- José Sañudo – Saxo y flauta
- Sergio (Ratanera) – Batería (4, 9)
- Pepegu (Ratanera) – Bajo (4, 9)
- Isaac (Ratanera) – Guitarra (4, 9)
- Sime – Trombón de varas (4)
- Fito Cabrales – Guitarra española y cajón (13)
- El Reverendo – Hammond (6)
- Josu Monge – Programación y batería acústica (5)
- Elena – Voz (5)
- Albert Pla – Voz (7)

## Recepción
El álbum Agila supuso para Extremoduro un salto hacia un público más mayoritario; llegó a alcanzar el disco de oro en su año de salida y acabó certificando un doble disco de platino en 1999 al conseguir vender 200 000 copias en España. No solo se trató de un salto a nivel popular sino que además los medios importantes de prensa especializada se hicieron eco del lanzamiento; apareciendo en reseñas, artículos o entrevistas que anteriormente se habían dado con muy poca asiduidad.
El suplemento El País de las Tentaciones, perteneciente al diario El País, reseñó el álbum otorgándole una calificación de 4½ estrellas alegando que la poesía, música e inspiración presentes en el álbum «apuntan hacia la genialidad». Concluyó con que se trataba del mejor disco de rock español desde hacía ya mucho tiempo, adelantando la consideración futura del álbum anticipando que «las cuatro estrellas se convertirán en cinco con el tiempo». Ese mismo año, La Factoría del Ritmo reflexionó sobre el ascenso del grupo en tan corto espacio de tiempo y criticó el poco apoyo que las discográficas les habían ofrecido hasta ese momento, poniendo de manifiesto que ahora la producción del álbum se encontraba mucho más trabajada con un «resultado a la altura de las circunstancias». Lamentó una «sospechosa falta de fuerza de las guitarras» y la ausencia del sonido tan característico del bajo de trabajos anteriores. Por último, arremetió contra el resto de la crítica nacional por elogiar este álbum cuando habían estado obviando anteriores trabajos «de igual o mejor factura como Deltoya o ¿Dónde están mis amigos?».
La revista Rockdelux incluyó a Agila como el duodécimo mejor lanzamiento nacional de 1996 comentando que se trataba de «un paseo preñado de anhelos y desilusiones, de necesidad y abandono, con lugar para la risa, pero no para hipócritas mitificaciones del lado salvaje» siendo el tema «So payaso» incluido a su vez como la decimoctava mejor canción nacional de ese año.
Pocos años después, Agila ya empezó a recibir algunas consideraciones por parte de la crítica. La revista Rockdelux listó las 100 mejores canciones nacionales de la década de los noventa e incluyó al tema «So payaso» en el puesto 65.
En 2003 la revista Efe Eme, en una selección elaborada por casi treinta críticos especializados, posicionó a Agila como el 69.º mejor álbum del rock español.
Al poco de cumplir una década, en 2006, fue incluido por la revista musical estadounidense Al Borde como el 227º mejor álbum del rock iberoamericano de la historia además de calificar a «So payaso» como la 103.ª mejor canción del rock iberoamericano, cuando la banda aún ni siquiera había ofrecido actuaciones en Hispanoamérica. Por otro lado, el álbum también fue listado en los libros introductorios a la música popular española de 201 discos para engancharse al pop/rock español (2006) y Los discos esenciales del pop español (2010).
Ya en clara retrospectiva, la revista Rolling Stone lo calificó de obra maestra y piedra angular de su discografía posicionándolo en 2012 como el duodécimo mejor álbum del rock español. La edición española de la revista Esquire lo incluyó en 2022 entre los 20 mejores discos del rock español y en 2023 entre los mejores discos españoles de la historia en general. Efe Eme, por su parte, en 2019 elaboró una guía introductoria con cinco álbumes clave de la banda donde comentaba sobre el álbum que «fue el mejor disco de Extremoduro hasta entonces y posiblemente hasta ahora» independientemente de que fuera la obra que los catapultara al éxito de masas. Tratan al álbum como un trabajo «indispensable, estando basado en la experiencia, la sordidez y el amor (sórdido), todo hilado con alta y baja poesía». En una reseña en retrospectiva dedicada al álbum afirman que «las canciones seguían mostrando la fiereza habitual en el autor extremeño, pero acompañada por una sólida y potente armadura sonora». Rememoran también los elementos característicos del trabajo como el aspecto salvaje del sonido, expresiones vulgares, referencias a poetas, entre otros aspectos llamativos de la obra que resultaron en «un alarido atávico y visceral, un álbum impactante como pocos que coronó a Extremoduro en la cima del rock nacional».